# Brenouille
Brenouille település Franciaországban, Oise megyében. Lakosainak száma 2120 fő (2022. január 1.). Brenouille Cinqueux, Les Ageux, Beaurepaire, Monceaux, Pont-Sainte-Maxence, Rieux és Verneuil-en-Halatte községekkel határos.

## Népesség
A település népességének változása:
| Lakosok száma | 2092 | 2069 | 2072 | 2016 | 2013 | 2011 | 2008 | 2065 | 2120 |
|               | 2013 | 2015 | 2016 | 2017 | 2018 | 2019 | 2020 | 2021 | 2022 |